# Nacip Raydan
Nacip Raydan är en kommun i Brasilien.   Den ligger i delstaten Minas Gerais, i den sydöstra delen av landet, 700 km öster om huvudstaden Brasília. Antalet invånare är 3 154.
Omgivningarna runt Nacip Raydan är huvudsakligen savann. Runt Nacip Raydan är det glesbefolkat, med 10 invånare per kvadratkilometer.